# Sphingonotus dentatus
Sphingonotus dentatus är en insektsart som beskrevs av Predtechenskii 1936. Sphingonotus dentatus ingår i släktet Sphingonotus och familjen gräshoppor. Inga underarter finns listade i Catalogue of Life.